# Gabonella
Gabonella es un género de foraminífero bentónico considerado homónimo posterior de Gabonella Uvarov, 1940, y sustituido por Gabonita de la familia Bolivinidae, de la superfamilia Bolivinoidea, del suborden Buliminina y del orden Buliminida. Su especie tipo era Gabonella elongata. Su rango cronoestratigráfico abarcaba desde el Cretácico superior hasta el Daniense (Paleoceno inferior).

## Discusión
Clasificaciones previas incluían Gabonella en el suborden Rotaliina del orden Rotaliida.

## Clasificación
Se describieron numerosas especies de Gabonella. Entre las especies más interesantes o más conocidas destacaban:
- Gabonella distorta †
- Gabonella elongata †, aceptado como Gabonita elongata

Un listado completo de las especies descritas en el género Gabonella puede verse en el siguiente anexo.